# حماض الماء
حُمَّاض المَاء أو الحُمَّاض المَائِيّ أو حُماض السواقي أو عرق مسهل، واسمه العلمي Rumex aquaticus، هو نوع من الحُمَّاض.